# Marie Rumunská (1870–1874)
Marie Rumunská (8. září 1870, Bukurešť 9. dubna 1874 – Sinaia) byla rumunská princezna a jediná dcera prince a budoucího krále Karla I. Rumunského a Alžběty zu Wied.

## Život
Narodila se 8. září 1870 v královském paláci v Bukurešti. Následující měsíc byla v pravoslavném monastýru Cotroceni pokřtěna. V rodině ji přezdívali Mariechen či Itty, pravděpodobně kvůli německému původu jejích rodičů.
Marie byla popisována jako krásné a předčasné vyspělé dítě, již ve dvou a půl letech si prohlížela mapy a určovala různé země. V budoucnu nemohla zdědit trůn, jelikož ústava z roku 1866 omezila nástupnictví jen na muže.
Dne 5. dubna 1874 onemocněla spálou, která řádila městem. Byla převezena na zámek Peleș. Navzdory velké péči lékařů 9. dubna 1874 zemřela. Pohřbena byla v monastýru Cotroceni. Dnes odpočívá v katedrále Curtea de Argeș.

## Tituly a oslovení
- 18. září 1870 – 9. dubna 1874 Její královská Výsost Marie, princezna rumunská